# A Day to Die - Un giorno per morire
A Day to Die - Un giorno per morire (A Day to Die) é un film statunitense del 2022 diretto da Wes Miller.

## Trama
Dopo aver ucciso un criminale mentre proteggeva un detenuto in libertà vigilata, Connor Connolly ha un giorno di tempo per pagare due milioni di dollari di risarcimento che non deve a Tryone Pettis. Così si rivolge alla vecchia squadra capeggiata da Brice Mason per recuperare quel denaro.